# 容凯罗波利斯
容凯罗波利斯是巴西圣保罗州的一个市镇。总面积582.836平方公里，总人口18637人，人口密度32人/平方公里。